# Park Narodowy Bardia
Królewski Park Narodowy Bardia (ang. Royal Bardia National Park) – największy park Teraju, założony w 1976 jako Królewski Rezerwat Przyrodniczy Karnali (ang. Royal Karnali Wildlife Reserve). Status parku narodowego otrzymał w 1988 roku.

## Położenie
Park położony jest w zachodniej części Teraju, na wschód od miasta Thakurdwara.

## Fauna
Park założono początkowo dla ochrony tygrysa i gatunków, na które poluje. W 1986, 1991 i 1999 zasiedlono w nim nosorożce przeniesione z parku narodowego Ćitwan. Park znany jest ze stad dzikich słoni indyjskich.